# Miejskie Przedsiębiorstwo Komunikacyjne w Opocznie
Miejskie Przedsiębiorstwo Komunikacyjne w Opocznie – przedsiębiorstwo komunikacji miejskiej świadczące głównie usługi związane z przewozem osobowym pasażerów na terenie miasta i gminy Opoczno.

## Historia

### Początki komunikacji miejskiej
Początki komunikacji miejskiej w Opocznie związane są z uruchomieniem 1 marca 1977 roku w ramach Przedsiębiorstwa Gospodarki Komunalnej i Mieszkaniowej w Tomaszowie Mazowieckim oddziału w Opocznie, który miał świadczyć usługi związane z komunikacją miejską na terenie tej gminy miejsko-wiejskiej. Pierwsze autobusy obsługujące początkowo 2 linie wyjechały 1 kwietnia tego samego roku. Miasto posiadało własną zajezdnię autobusową przy ul. Świerczewskiego (obecnie ul. Inowłodzka).

### WPKM w Piotrkowie Trybunalskim
1 października 1977 roku decyzją wojewody piotrkowskiego powstało Wojewódzkie Przedsiębiorstwo Komunikacji Miejskiej w Piotrkowie Trybunalskim, grupujące wszystkie zakłady komunikacji miejskiej w województwie (Piotrków Trybunalski, Tomaszów Mazowiecki, Opoczno i Radomsko). Kolejna zmiana miała miejsce w 1982 roku, kiedy to przedsiębiorstwo z Opoczna zostało podporządkowane Zakładowi Komunikacji Miejskiej w Piotrkowie Trybunalskim jako filia.
1 stycznia 1984 roku placówka w Opocznie została przekształcona w samodzielny Zakład Komunikacji Miejskiej w Opocznie. W latach 80. XX wieku zajezdnia została przeniesiona na ulicę Przemysłową 2. W tym czasie przedsiębiorstwo obsługiwało 7 linii, z czego aż 6 wyjeżdżało poza granice miasta. 1 kwietnia 1987 roku Zakład w Opocznie ponownie stał się placówką Zakładu Komunikacji Miejskiej w Tomaszowie Mazowieckim.
W marcu 1988 roku dokonano ujednolicenia numeracji autobusów WPKM Piotrków Trybunalski. ZKM Opoczno w miejsce numerów jedno- i dwucyfrowych x i xx otrzymał numerację trzycyfrową 5xx. W tym czasie tabor komunikacji miejskiej w Opocznie liczył 13 autobusów miejskich Jelcz PR110U oraz 1 autobus turystyczny Jelcz PR110D Lux. Działalność przewozową prowadzono na 6 liniach autobusowych.

### Samodzielność MPK w Opocznie
1 stycznia 1991 roku Wojewódzkie Przedsiębiorstwo Komunikacji Miejskiej w Piotrkowie Trybunalskim rozpadło się na 5 samodzielnych przedsiębiorstw komunikacyjnych. W miejsce Zakładu Komunikacji Miejskiej w Opocznie powołano do życia Miejskie Przedsiębiorstwo Komunikacyjne. W kolejnych latach przedsiębiorstwo zastępowało stare autobusy Jelcz PR110U, nowo zakupionymi Jelczami PR110M. 1 stycznia 1997 roku Miejskie Przedsiębiorstwo Komunikacyjne w Opocznie zostało przekształcone w spółkę z ograniczoną odpowiedzialnością.
W 1999 roku MPK Opoczno obsługiwało 7 linii autobusowych, a wszystkie z nich były liniami podmiejskimi. Ważnym wydarzeniem był zakup w 2001 roku pierwszego w historii opoczyńskiej komunikacji autobusu przegubowego, którym był używany Ikarus 280.26, odkupiony od MZK Jelenia Góra. Był on wykorzystywany do przewozu dzieci na zamkniętej linii szkolnej.

## Władze
Zgodnie ze statutem spółki jej organami są: zarząd, rada nadzorcza oraz zgromadzenie wspólników. Skład zarządu spółki jest dwuosobowy. Funkcję prezesa zarządu sprawuje mgr inż. Andrzej Kopania. Członkiem zarządu jest mgr Magdalena Nowacka. Z kolei rada nadzorcza składa się z trzech członków. Obecnie funkcję tę pełnią: Janusz Tosiek, Artur Bagieński i Zbigniew Lenarcik. Funkcję zgromadzenia wspólników w spółce pełni Burmistrz Miasta i Gminy Opoczno.

## Linie
Obecnie od kwietnia 2002 roku w Opocznie kursuje 7 linii autobusowych, wszystkie linie są liniami podmiejskimi:
| Numer linii | Trasa |
| ----------- | --- |
| 1           | Z.P.C. "Opoczno"-"Śląsk" - Piotrkowska - Leśna - Przemysłowa - Z.P.C. "Opoczno"-"Mazowsze" - Przemysłowa - Leśna - Piotrkowska - Partyzantów - Biernackiego (powrót: - Biernackiego - Kossaka - Piotrkowska -) - Perzyńskiego - pl. Kilińskiego - Generała Bończy - Kolberga - Różanna - Dzielna - Bielowice - Sołek - Zameczek - Wygnanów - Krzczonów |
| 2           | Z.P.C. "Opoczno"-"Śląsk" - Piotrkowska (część kursów: Staszica/ Szkolna - Szkolna - Piotrkowska -) - Leśna - Przemysłowa - Z.P.C. "Opoczno"-"Mazowsze" - Przemysłowa - Leśna - Piotrkowska - Kossaka - Westerplatte - Partyzantów - Biernackiego - Perzyńskiego - pl. Kilińskiego - Generała Bończy - Kościelna - pl. Kościuszki (powrót: - pl. Kościuszki - Inowłodzka - Moniuszki - pl. Kilińskiego -) - Kościelna - Staromiejska - Wola Załężna - Międzybórz |
| 3           | Z.P.C. "Opoczno"-"Śląsk" - Piotrkowska (1 kurs w dni robocze: Staszica/Szkolna - Szkolna - Piotrkowska - ) - Leśna - Przemysłowa - Westerplatte - Partyzantów - Biernackiego (powrót: - Biernackiego - Kossaka - Westerplatte - ) - Perzyńskiego - pl. Kilińskiego - Generała Bończy (1 kurs powrotny: - Generała Bończy - Kościelna - pl. Kościuszki - Inowłodzka - Moniuszki - pl. Kilińskiego -) - Waryńskiego - Ogonowice - Ostrów - Sitowa (część kursów: - Sitowa - Parczówek) - trasa w dni robocze pl. Kościuszki- Inowłodzka - Moniuszki - pl. Kilińskiego - Generała Bończy (powrót: - Generała Bończy - Kościelna - pl. Kościuszki -) - Waryńskiego - Ogonowice - Ostrów - Sitowa - trasa w niedziele i święta |
| 5           | Kraśnica - Modrzew - Ziębów - Brzustówek - Bukowiec (w niedziele i święta: Bukowiec) - Inowłodzka - Świerkowa - Partyzantów - Biernackiego - Perzyńskiego - pl. Kilińskiego - Generała Bończy - Kolberga - "Optex" (część kursów: - Inowłodzka - Biernackiego - Partyzantów - Westerplatte - Z.P.C. "Opoczno"-"Mazowsze") |
| 6           | Szadkowice - Kunice (część kursów: Kunice) - Gawrony - Januszewice - Kliny (część kursów: KLINY) - Piotrkowska (część kursów: Staszica/Szkolna - Szkolna - Piotrkowska -) - Leśna - Przemysłowa - Z.P.C. "Opoczno"-"Mazowsze" - Przemysłowa - Leśna - Piotrkowska - Partyzantów - Biernackiego (powrót: - Biernackiego - Kossaka - Piotrkowska -) - Perzyńskiego - pl. Kilińskiego - Generała Bończy (powrót: - Generała Bończy - Kościelna - pl. Kościuszki - Inowłodzka - Moniuszki - pl. Kilińskiego -) - Kolberga - Różanna - Dzielna - Bielowice - Mroczków Gościnny - Kraszków (w niedziele i święta: - Bielowice                                                                                                   |
| 7           | Z.P.C. "Opoczno"-"Mazowsze" - Przemysłowa - Leśna - Piotrkowska - Partyzantów - Biernackiego (powrót: - Biernackiego - Kossaka - Piotrkowska -) - Perzyńskiego - pl. Kilińskiego - Generała Bończy - Kolberga - Różanna - Dzielna - Bielowice - Janów Karwicki - Karwice - Adamów - Sielec - Stużno |
| 8           | Z.P.C. "Opoczno"-"Mazowsze" - Przemysłowa - Leśna - Piotrkowska - Kossaka (4 kursy: Kossaka - Kossaka -) - Westerplatte (powrót: - Westerplatte - Przemysłowa -) - Partyzantów - Biernackiego - Perzyńskiego - Inowłodzka - Bukowiec - Sobawiny - Międzybórz - Libiszów - Idzikowice - Idzikowice (2 kursy: - Idzikowice - Kruszewiec - Kruszewiec, 1 kurs powrotny: Idzikowice - Idzikowice - Kruszewiec - Bukowiec -) |

## Tabor[6]
| Model autobusu                                                 | Eksploatacja od                                                | przewóz osób na wózkach                                        | Liczba |
| Autosan A1010M.12                                              | 2003                                                           |                                                                | 2      |
| Autosan H7-20.05                                               | 2005                                                           | przewóz osób na wózkach                                        | 1      |
| Ford Transit Van                                               | 2006                                                           |                                                                | 1      |
| Irizar New Century 12,8.37                                     | 2018                                                           |                                                                | 1      |
| Irizar PB 12.35                                                | 2017                                                           |                                                                | 1      |
| Iveco Daily 50C18                                              | 2015                                                           |                                                                | 1      |
| MAN Lion's City M                                              | 2017                                                           | przewóz osób na wózkach                                        | 2      |
| MAN NM223                                                      | 2014                                                           | przewóz osób na wózkach                                        | 5      |
| Mercedes-Benz O520                                             | 2009                                                           | przewóz osób na wózkach                                        | 1      |
| Mercedes-Benz O530Ü                                            | 2015                                                           | przewóz osób na wózkach                                        | 1      |
| Solaris Urbino 10                                              | 2023                                                           | przewóz osób na wózkach                                        | 1      |
| Solaris Urbino 12 LE                                           | 2021                                                           | przewóz osób na wózkach                                        | 1      |
| Solbus SN11M                                                   | 2008                                                           | przewóz osób na wózkach                                        | 1      |
| Wszystkie pojazdy                                              | Wszystkie pojazdy                                              | Wszystkie pojazdy                                              | 19     |
| Udział autobusów niskopodłogowych i niskowejściowych we flocie | Udział autobusów niskopodłogowych i niskowejściowych we flocie | Udział autobusów niskopodłogowych i niskowejściowych we flocie | 68,5%  |